# Troels Ravn
Troels Ravn (født 2. august 1961 i Brørup) er en dansk politiker, der var medlem af Folketinget for Socialdemokratiet fra januar 2016 til november 2022. Ravn var tidligere også medlem af Folketinget fra 2005 til 2007 og fra 2011 til 2015.

## Politisk karriere
Troels Ravn var medlem af byrådet i Vejen Kommune fra 2002 til 2005, og igen fra 2010 til 2011 hvor han var formand for sundhedsudvalget og kultur- og fritidsudvalget.
Ravn blev opstillet for Socialdemokratiet i Grindstedkredsen i 2003 og blev indvalgt i Folketinget ved valget 8. februar 2005 hvor han sad til 13. november 2007. I 2007 skiftede han til Vejenkredsen i Sydjyllands Storkreds, men han blev først valgt igen 15. september 2011 og sad da indtil 18. juni 2015. 12. januar 2016 blev Ravn igen medlem af Folketinget da han overtog Bjarne Corydons mandat da denne trak sig fra Folketinget. Ravn blev senest genvalgt i 2019.
Ravn har været Socialdemokratiets skatteordfører siden 2019. Tidligere har han været kulturordfører og medieordfører (2014-2015) og børne- og undervisningsordfører (2011-2014). Han var formand for Social- og Indenrigsudvalget (2016-2019), for Sydslesvigudvalget (2014-2015) og for Udvalget for Udlændinge- og Integrationspolitik (2013-2015).

## Erhvervskarriere
Ravn blev uddannet folkeskolelærer i 1985. Han arbejdede frem til 1998 som lærer ved Bakkely Skole i Vejen Kommune. I 1998 blev han viceskoleinspektør ved Lindknud Skole i Brørup Kommune og fra 2000 til 2011 skoleinspektør ved Gesten Skole i Vejen Kommune.